# 泰伦斯·罗斯
泰隆斯·羅斯（英語：Terrence Ross，1991年2月5日—）生于美國波特蘭，美國NBA已退休職業籃球運動員。是NBA史上第一位單季平均低於10分，卻能創下單場獨得50分以上的球員。

## 高中
羅斯高中時首先就讀家附近的傑佛遜高中。高二時，羅斯得到俄勒岡州5A級年度最佳球員，並帶領校隊奪下三連霸的第一個州冠軍。高三轉學到籃球名校Montrose Christian中學，而高四又轉回傑佛遜高中，但因為轉學生的特殊規定而不能參加校隊。

## 大學生涯

### 大一時期
大一例行賽以平均8.0分、2.8籃板及1.0助攻獲得太平洋十校聯盟最佳新秀，之後在季後淘汰賽又以平均15.3分、2.7籃板入選太平洋十校聯盟最佳隊伍。

### 大二時期
大二平均16.4分、6.4籃板及1.4助攻，入選太平洋十二校聯盟年度第一隊。華盛頓大學校隊最終打進全國邀請賽的準決賽，但之後敗給了明尼蘇達大學，在全國邀請賽，羅斯平均25分、5.5籃板。2012年4月1日，羅斯決定參加2012年NBA選秀。

#### 大學數據
| 賽季    | 球隊       | GP | GS | MPG  | FG%  | 3P%  | FT%  | RPG | APG | SPG | BPG | PPG  |
| ------- | ---------- | -- | -- | ---- | ---- | ---- | ---- | --- | --- | --- | --- | ---- |
| 2010–11 | 華盛頓大學 | 34 | 4  | 17.4 | .443 | .352 | .758 | 2.8 | 1.0 | 0.6 | 0.4 | 8.0  |
| 2011–12 | 華盛頓大學 | 35 | 35 | 31.1 | .457 | .371 | .766 | 6.4 | 1.4 | 1.3 | 0.9 | 16.4 |

## NBA生涯

### 多倫多暴龍

#### 2012～13賽季

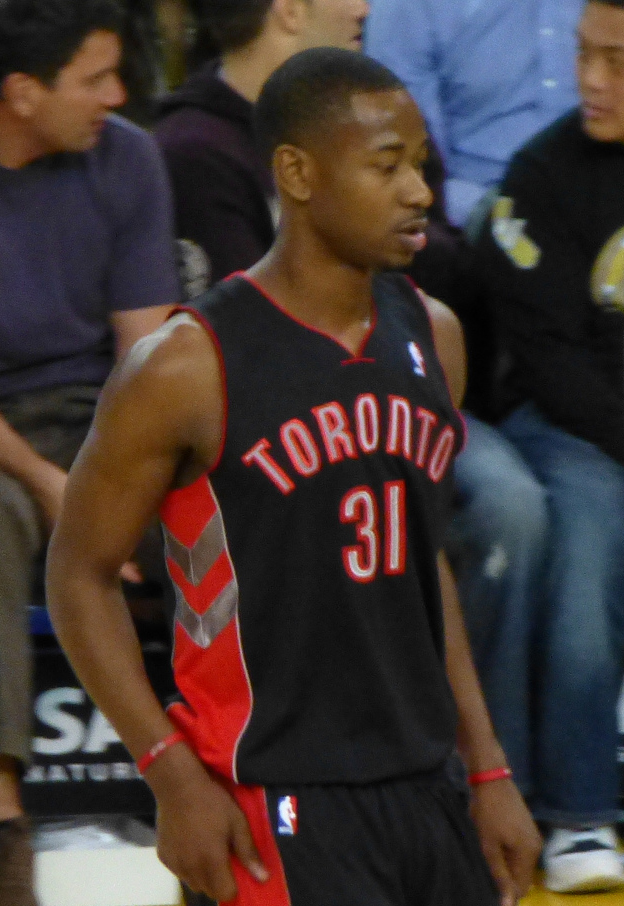
2013年

羅斯在2012年NBA選秀第一輪第8順位被多倫多暴龍選中。2013年1月2日，羅斯在對上波特蘭拓荒者的比賽，得到生涯新高的26分，包括命中6計三分球。
2013年2月16日，他在2013年NBA灌籃大賽最後一輪擊敗上屆冠軍杰里米·埃文斯奪得此屆冠軍。

#### 2013～14賽季
2013年12月28日，羅斯全場命中7計三分球共得到23分，幫助球隊以115比100擊敗紐約尼克。2014年1月25日，羅斯單場投進10計三分球並得到生涯新高的51分，同時打平由文斯·卡特所保持的暴龍隊單場得分隊史紀錄。當時羅斯的平均得分為9.3分，令他成為NBA史上第一位單季平均低於10分，卻能創下單場獨得50分以上的球員。直到被前隊友德玛尔·德罗赞以52分打破隊史紀錄

#### 2014～15賽季
2014年10月13日，猛龍行使新秀羅斯的第四年合同選項延長了合同直到2015-16賽季。
2015年2月4日，他拿下了賽季最高的23分，並創本賽季最高的5個三分球，不過最終還是93–109不敵布魯克林籃網。

#### 2015～16賽季
多倫多暴龍與前鋒羅斯完成延長合約，價碼約為3年3300萬美元。

### 奧蘭多魔術

#### 2016～17賽季
2017年2月14日，暴龍隊為了補強禁區，將羅斯與2017第一輪選秀權交易至魔術隊，換取賽爾吉·伊巴卡。

#### 2019～20賽季
2019年7月7日，魔术队官方宣布以4年5400万美元的合同续约罗斯，罗斯在2019-20赛季将改穿8号球衣。

### 鳳凰城太陽

#### 2022～23賽季
2023年2月11日，羅斯與魔術隊達成買斷協議，並加盟太陽隊。太陽隊於本季止步季後賽第二輪，羅斯則於賽季結束後退休。

## NBA生涯數據

### 例行賽
| 賽季    | 球隊       | GP  | GS  | MPG  | FG%  | 3P%  | FT%  | RPG | APG | SPG | BPG | PPG  |
| ------- | ---------- | --- | --- | ---- | ---- | ---- | ---- | --- | --- | --- | --- | ---- |
| 2012–13 | 多倫多暴龍 | 73  | 2   | 17.0 | .407 | .332 | .714 | 2.0 | .7  | .6  | .2  | 6.4  |
| 2013–14 | 多倫多暴龍 | 81  | 62  | 26.7 | .423 | .395 | .837 | 3.1 | 1.0 | .8  | .3  | 10.9 |
| 2014–15 | 多倫多暴龍 | 82  | 61  | 25.5 | .410 | .372 | .7   | 2.8 | 1.0 | .6  | .3  | 9.8  |
| 2015–16 | 多倫多暴龍 | 73  | 7   | 23.9 | .431 | .386 | .790 | 2.5 | .8  | .7  | .3  | 9.9  |
| 2016–17 | 多倫多暴龍 | 54  | 0   | 22.4 | .441 | .375 | .820 | 2.6 | .8  | 1.0 | .4  | 10.4 |
| 2016–17 | 奧蘭多魔術 | 3   | 3   | 35.0 | .405 | .300 | 1.0  | 4.7 | 1.7 | 2.0 | .3  | 14.3 |
| 生涯    |            | 366 | 135 | 23.4 | .422 | .375 | .801 | 2.6 | .9  | .7  | .3  | 9.5  |

### 季後賽
| 賽季 | 球隊       | GP | GS | MPG  | FG%  | 3P%  | FT%  | RPG | APG | SPG | BPG | PPG |
| ---- | ---------- | -- | -- | ---- | ---- | ---- | ---- | --- | --- | --- | --- | --- |
| 2014 | 多倫多暴龍 | 7  | 7  | 22.6 | .298 | .167 | .600 | 2.0 | 0.3 | 0.9 | 0.4 | 5.0 |
| 2015 | 多倫多暴龍 | 4  | 4  | 26.8 | .379 | .333 | .000 | 1.5 | 1.0 | .8  | 1.0 | 7.0 |
| 生涯 |            | 11 | 11 | 24.1 | .329 | .238 | .600 | 1.8 | .5  | .8  | .6  | 5.7 |

## 相關連結
- 斯普德·韦布

## 資料來源
1. 1 2  . gohuskies.com.   [26 May 2012]. （原始内容存档于2012年1月26日）.
2. ↑  . gohuskies.com.   [26 May 2012]. （原始内容存档于2012年9月10日）.
3. ↑  .   [2014-08-28]. （原始内容存档于2016-03-07）.
4. ↑  . USA Today.   [17 February 2013]. （原始内容存档于2015-02-14）.
5. ↑  . NBA.com. December 28, 2013  [December 28, 2013]. （原始内容存档于2014-01-13）.
6. ↑  . NBA.com. January 25, 2014  [January 26, 2014]. （原始内容存档于2014-01-29）.
7. ↑  . 聯合新聞網. 2014-01-28  [2014-08-28]. （原始内容存档于2014-09-03） （中文（繁體））.
8. ↑  . NBCSports.com. January 26, 2014  [January 26, 2014]. （原始内容存档于2014-09-14）.
9. ↑  .   [2015-11-03]. （原始内容存档于2014-12-23）.
10. ↑  .   [2015-11-03]. （原始内容存档于2015-10-18）.
11. ↑  .   [2020-09-12]. （原始内容存档于2019-06-25）.
12. ↑  .   [2017-02-22]. （原始内容存档于2017-02-15）.
13. ↑  . Hoops Rumors. 2023-12-01  [2025-02-16]. （原始内容存档于2025-02-18） （美国英语）.

## 外部連結
- 泰伦斯·罗斯在fiba.basketball（英语）
- 泰伦斯·罗斯在NBA官網（英语）
- 泰伦斯·罗斯在Basketball-Reference.com（NBA）（英语）
- 泰伦斯·罗斯在Sports-Reference.com（NCAA）（英语）
- 泰伦斯·罗斯在ESPN（NBA）（英语）
- 泰伦斯·罗斯在Eurobasket.com（球員）（英语）
- 泰伦斯·罗斯在Proballers（英语）
- 泰伦斯·罗斯在RealGM（球員）（英语）